# Sanoczek
Der Sanoczek ist ein kleiner linker Zufluss des San in Polen.

## Geografie
Der 27 km lange Fluss entspringt im Gebirgsstock Pasmo Bukowicy bei dem Dorf Karlików (Gemeinde Bukowsko), fließt in nordnordöstlicher Richtung und mündet bei dem Dorf Trepcza (Stadt Sanok) unterhalb der Stadt Sanok in den San. Das Einzugsgebiet wird mit 180 km² angegeben.